# Coupe de France féminine de volley-ball 2011-2012
Navigation
Saison précédente Saison suivante
La Coupe de France de volley-ball 2011-12 oppose les 20 équipes françaises de volley-ball de Ligue A.

## Listes des équipes en compétition
Mise à jour le 04/11/2011
- Ligue A
  - Béziers VB
  - SES Calais
  - RC Cannes
  - Le Cannet-Rocheville
  - Évreux VB
  - Hainaut Volley
  - Istres OP
  - ASPTT Mulhouse
  - Nantes Volley
  - Terville FOC
  - Vandœuvre-Nancy
  - Venelles VB
- Division Excellence
  - USSP Albi
  - VBC Chamalières
  - Quimper Volley 29
  - AS Saint-Raphaël
  - Stade-Français-Saint-Cloud
- Nationale 2
  - Dangeul-Yvrés Savigné VB
- Régionale
  - Concarneau Volley
  - Ass. Sport Ministère Af Socia

## Phase finale
Tous les matchs sont désignés par tirage au sort.

### Final Four
|  | Demi-finales                       | Demi-finales                       |           |   | Finale                             | Finale                             |
|  | Demi-finales                       | Demi-finales                       |           |   | Finale                             | Finale                             |
|  |                                    |                                    |           |   |                                    |                                    |
|  | 09.03.12, Paris, 20-25 24-26 17-25 | 09.03.12, Paris, 20-25 24-26 17-25 |           |   | 11.03.12, Paris, 25-20 25-16 25-18 | 11.03.12, Paris, 25-20 25-16 25-18 |
|  | 09.03.12, Paris, 20-25 24-26 17-25 | 09.03.12, Paris, 20-25 24-26 17-25 |           |   | 11.03.12, Paris, 25-20 25-16 25-18 | 11.03.12, Paris, 25-20 25-16 25-18 |
|  | Istres OP                          | 0                                  |           |   | 11.03.12, Paris, 25-20 25-16 25-18 | 11.03.12, Paris, 25-20 25-16 25-18 |
|  | Istres OP                          | 0                                  |           |   | 11.03.12, Paris, 25-20 25-16 25-18 | 11.03.12, Paris, 25-20 25-16 25-18 |
|  | RC Cannes                          | 3                                  |           |   | 11.03.12, Paris, 25-20 25-16 25-18 | 11.03.12, Paris, 25-20 25-16 25-18 |
|  | RC Cannes                          | 3                                  | RC Cannes | 3 |                                    |                                    |
|  | 09.03.12, Paris, 25-23 25-19 25-17 |                                    | RC Cannes | 3 |                                    |                                    |
|  |                                    | ASPTT Mulhouse                     | 0         |   |                                    |                                    |
|  | ASPTT Mulhouse                     | ASPTT Mulhouse                     | 0         | 3 |                                    |                                    |
|  | ASPTT Mulhouse                     |                                    |           | 3 |                                    |                                    |
|  | Terville FOC                       | 0                                  |           |   |                                    |                                    |
|  | Terville FOC                       | 0                                  |           |   |                                    |                                    |